# Humberto Luna
Humberto Luna (ur. 17 września 1948 w Tlaltenango) – amerykański aktor i osobowość radiowa.

## Filmografia
- 1984: Asalto en Tijuana
- 1986: La Venganza del rojo
- 1989: Programado para morir
- 1990: Ni parientes somos - contagio de amor

## Wyróżnienia
Posiada swoją gwiazdę na Hollywoodzkiej Alei Gwiazd.